# 室戸勤労者体育センター
室戸勤労者体育センター （むろときんろうしゃたいいくせんた）は、高知県室戸市室津にある体育館である。

## 概要
- 勤労者の福祉の向上と雇用の促進を図り、併せて体育及びスポーツの振興を目的として設置されたものであるが、室戸市美術展覧会等の文化活動にも使用されている。

## 施設
- 構造
- 設備
  - バスケットボール 1面、バレーボール 2面、バドミントン 4面

## 基礎データ

### 所在地等
- 〒780-8031 室戸市室津2186-1

### 利用期間
- 9:00 - 22:00
- 休館日：年末年始（12月28日〜1月4日）

### 利用料金
- 有料・問い合わせ